# Oak Foundation
Die Oak Foundation ist eine humanitäre Stiftung mit Sitz in Genf.
Die Stiftung wurde im Jahr 1983 mit Gewinnen aus dem zollfreien Handel (duty-free) der DFS Group Ltd. vom Teilhaber Alan M. Parker gegründet.
Die Oak Foundation betreibt neben dem Sitz in der Schweiz Niederlassungen in Bulgarien, Dänemark, Indien, Tansania, dem Vereinigten Königreich, den USA und in Simbabwe.
Nach Angaben der Organisation für wirtschaftliche Zusammenarbeit und Entwicklung stieg die Finanzierung der Oak Foundation für Entwicklungszusammenarbeit 2019 um sechs Prozent auf 55 Millionen US-Dollar.

## Förderungen
- 2015 förderte die Oak Foundation 326 verschiedene Projekte von 308 Organisationen weltweit mit insgesamt 216 Millionen US-Dollar.[5]
- 2016 förderte die Oak Foundation 354 verschiedene Projekte von 334 Organisationen weltweit mit insgesamt 217 Millionen US-Dollar.[6]
- 2018 förderte die Oak Foundation 352 verschiedene Projekte von 338 Organisationen weltweit mit insgesamt 357 Millionen US-Dollar.[7]